# Jesuíno do Monte Carmelo
Frei Jesuíno do Monte Carmelo, nome religioso de Jesuíno Francisco de Paula Gusmão (Santos, 25 de março de 1764 — Itu, 1 de julho de 1819), foi um pintor, arquiteto, escultor, encarnador, dourador, entalhador, mestre em torêutica, músico e poeta e padre carmelita brasileiro.    

## Vida
Filho e neto de escrava, mulato, foi influenciado pelo barroco europeu. Deixou produção artística em Santos, São Paulo e Itu. A sua biografia foi estudada por Mário de Andrade, na década de 1940, para o então Serviço do Patrimônio Histórico e Artístico Nacional (atual IPHAN).
A sua obra pode ser dividida em três fases. Na primeira, ainda em Santos, como artesão, aprendeu o preparo das tintas, durante os trabalhos na Igreja do Carmo em Itu. Nessas pinturas, criou, para mulatos e negros, um lugar de igualdade no reino dos Céus. Nesta mesma época trabalhou junto de José Patrício da Silva Manso na Paróquia Matriz Nossa Senhora da Candelária, em Itu.
Após enviuvar, na Igreja do Carmo de São Paulo, alcançou refinamento artístico, tendo feito os estudos para ser padre.
A última fase de sua obra é posterior à tentativa de ingressar na Ordem do Carmo, o que lhe foi negado, devido à ascendência africana. Em que pese a Venerável Ordem Terceira do Monte Carmelo da Vila de Itu, consciente das virtudes do artista, ter impetrado o pedido de um breve a favor do mesmo junto à Santa Sé, que determinasse admitir o padre Jesuíno do Monte Carmelo, o breve jamais foi expedido ou foi negado.
Afirmando a ascendência de seus filhos, por parte da mãe, da família Godói, e por parte de pai, da família Gusmão, acabou por retratar o rosto deles em seus santos, tendo inclusive pintado um anjo mulato. 

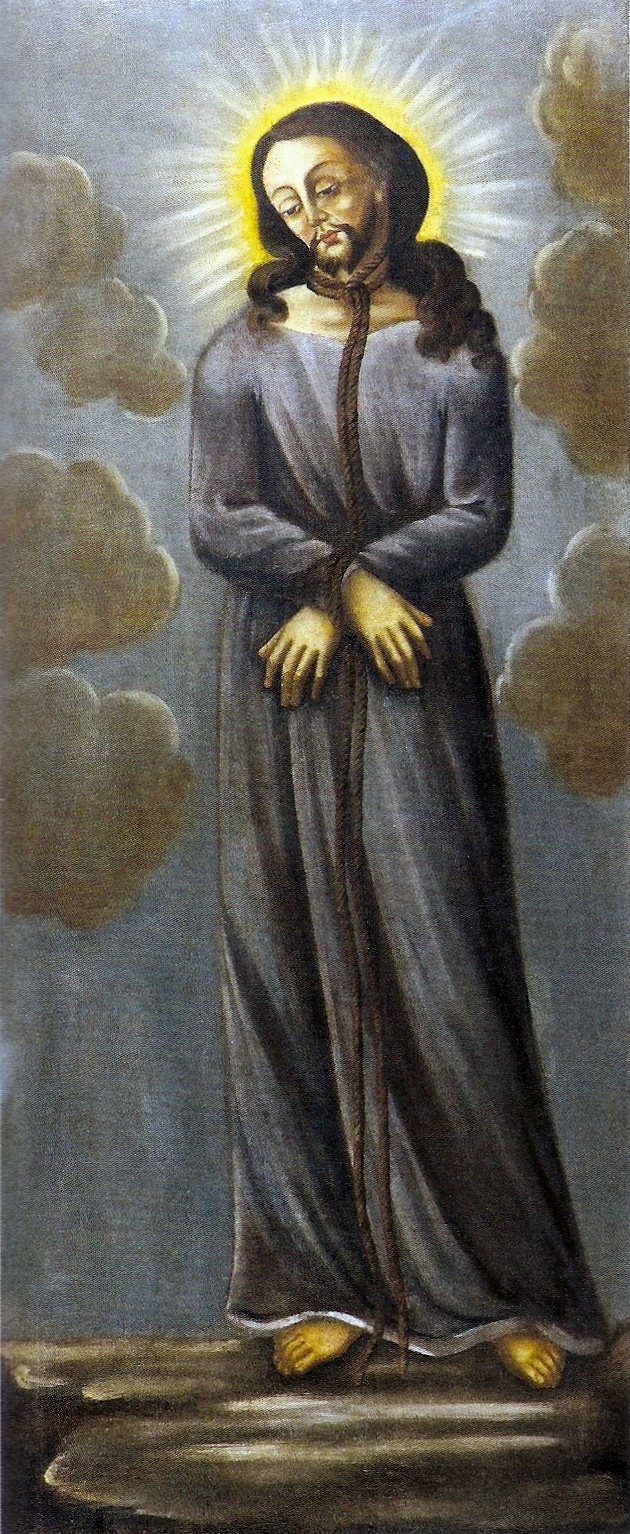
Ecce Homo, no Museu Afro Brasil, São Paulo.

No fim de sua vida, concebeu, junto com outros sacerdotes, inclusive seus filhos, já ordenados, aquele que foi o seu maior projeto: a Igreja de Nossa Senhora do Patrocínio de Itu. Para materializá-lo, esmolou, como mendicante tendo ido à Corte no Rio de Janeiro, para conseguir levantar fundos.
A seu respeito, o historiador Octávio Tarquínio de Sousa comentou:
Singular vida a desse mulato de Santos! Sobrinho-bisneto, pelo lado materno, de Alexandre e Bartolomeu de Gusmão, com dons artísticos pouco comuns, pintor e arquiteto, casou-se em Itu, teve cinco filhos, e, enviuvando, fez-se padre. Antes e depois de ordenar-se, pintou várias igrejas da vila, traçou o plano e construiu quase até o fim a de Nossa Senhora do Patrocínio. Além disso, compôs músicas sacras. Mais do que tudo, porém, tinha aquela bondade contagiosa que tão fundo tocou o temperamento algo ríspido de Feijó e soube atrair tantas outras almas inquietas e enfaradas do quotidiano. (in: História dos Fundadores do Império do Brasil, vol. VII)
Casou-se com Maria Francisca, branca, de ascendência portuguesa. Dois de seus filhos foram padres: Elias do Monte Carmelo e Simão Stock do Monte Carmelo e faziam parte da congregação do Patrocínio. Elias foi fundador de hospitais e recolhimentos, em vida ativa. Os ´padres do Patrocínio´ como eram chamados, não eram uma ordem ou congregação religiosa canonicamente organizada, com existência autorizada pela Igreja, mas uma simples sociedade de clérigos seculares que se reuniam para aprofundar a prática das doutrinas cristãs, trocando conselhos e edificando-se reciprocamente pelos exemplos de uma vida de grande pureza. Rezavam o ofício em comum, observavam rigorosa austeridade de costumes. Nos exercícios, era o padre Feijó um dos mais assíduos. À época, Itu se chamou, com ênfase, de Roma brasileira e o cônego Fernandes Pinheiro não temeu falar de Porto Real de Itu (in: Revista do Instituto Histórico e Geográfico Brasileiro, tomo 32, 2º («Os Padres do Patrocínio ou o Porto Real de Itu»).
A Revista do Instituto Histórico e Geográfico de São Paulo, tomo 25, pg. 80, publica a «Oração fúnebre feita pelo Padre Diogo Antônio Feijó no segundo aniversário da morte do Padre Jesuíno do Monte Carmelo» em que diz:
Na verdade, senhores, um não sei quê tinha aquele semblante de amável e lisonjeiro que atraía, cativava e docemente arrebatava os que o ouviam. Eu mesmo à primeira vista senti os encantos deste encanto; eu não me fartava de vê-lo, de ouvi-lo, de estar em sua companhia; eu contava por uma felicidade ter parte em seu coração: este fenômeno raro não foi encontro de amor ou inclinação, foi uma necessidade de admirar, de amar a inocência e a virtude.
Pelo Padre Jesuíno, com efeito, Feijó tinha transformado radicalmente sua vida, transferindo residência de São Carlos para Itu, com o maior fervor, em ânsia de perfeição moral. Tornou-se ali o confessor do padre Jesuíno.